# IBS International Business School
Die  IBS – International Business School war eine 1984 gegründete private deutsche Wirtschaftsschule nach angelsächsischem Vorbild mit Standorten in Lippstadt, Nürnberg, Berlin und Bad Nauheim. 2021 wurde der letzte Standort geschlossen.

## Historie und Schwerpunkte
Die International Business School bot in sechs Semestern Ausbildungsgänge mit den Studienrichtungen General Management, Hotel- und Tourismusmanagement, Medien-, Kultur- und Eventmanagement, Marketingmanagement, Wirtschaftspsychologie und Human Resources, Immobilienmanagement und Sportmanagement an. Hierbei erhielten Studierende einen nichtakademischen Abschluss der IBS als „Internationaler Betriebswirt (IBS)“.
Zudem erhielten Studierende einen staatlich anerkannten akademischen Bachelor-Abschluss, zuletzt von der englischen University of Sunderland in „Bachelor of Arts in Management“. Der englische Bachelor wurde hierbei an der englischen Universität in Kooperation mit der IBS abgelegt.
Nürnberg und Lippstadt hatten die Doppelabschlussmöglichkeit des englischen Bachelor (staatlich) und Internationaler Betriebswirt IBS Fachrichtung (nichtstaatlich). Bis Ende des Jahres 2007 war die IBS auch in Bad Nauheim ansässig und bis zum 3. September 2010 in Berlin.
Die staatlich anerkannte IBS Berlin wurde in die EBC Hochschule umfirmiert. Die Studienprogramme sowie die staatliche Anerkennung der Hochschule blieben davon unberührt.
Aufgrund sinkender Studierendenzahlen und eines größeren Wettbewerbs im Hochschulmarkt wurden die Studienorte nacheinander geschlossen. Auch die letzten Studienjahrgänge konnten bis zum Schluss ihre Prüfungsleistungen erbringen und ihre Abschlüsse erlangen.

## Das Studium
Das Studium „International Business Studies/Internationale Betriebswirtschaftslehre“ umfasste sechs Semester und zwei dreimonatige Praktika (im In- oder Ausland). Auf das Grundstudium entfielen drei, auf das Hauptstudium drei Semester. Die Studenten wählten im Hauptstudium eine Fachspezialisierungen (Medien-, Kultur- und Eventmanagement, Marketingmanagement, Immobilienmanagement, General Management, Sportmanagement, Wirtschaftspsychologie und Human Resources, Hotel- und Tourismusmanagement).
Das dreijährige Vollzeitstudium erfolgte im Kursverbund mit Kursgrößen bis zu 25 Teilnehmern. Die Vorlesungszeit pro Woche betrug dabei bis zu 34 Wochenstunden. Die Dozenten, z. T. Professoren der International Business School wurden von den (meist im Umkreis liegenden) Universitäten und von Dozenten aus der freien Wirtschaft rekrutiert.
Die IBS bot neben wirtschaftswissenschaftlichen Themen auch eine umfassende Fremdsprachenausbildung an. Neben Wirtschaftsenglisch, wurden auch Wirtschaftsfranzösisch, Spanisch und Chinesisch (Mandarin) angeboten. Zwei Fremdsprachen gehörten dabei fest zum Curriculum. Die IBS bot neben wirtschaftswissenschaftlichen Themen auch eine umfassende Fremdsprachenausbildung an. Neben Wirtschaftsenglisch, wurden auch Wirtschaftsfranzösisch, Spanisch und Chinesisch (Mandarin) angeboten. Zwei Fremdsprachen gehörten dabei fest zum Curriculum. Optional bereitete die IBS auf die Erlangung diverser Fremdsprachen-Diplome vor. Darunter das Zertifikat der London Chamber of Commerce and Industry (LCCI, English for Business), oder das Sprachenzertifkat der frz. Handelskammer (DFA „Diplome de francais des affaires“). Weitere Angebote waren COCIM, TOEIC, TFI.
Ab dem 4. Semester konnten sich die Studenten der IBS auch an der University of Sunderland einschreiben lassen (vorher: University of Lincoln und University of Surrey), um neben der Fachspezialisierung auch den englischen Bachelor zu machen.

### Bachelor of Arts (Hons)
Die Studenten hatten die Möglichkeit, im dritten Jahr den Bachelor of Arts Honours (BA Hons) in Business Management der University of Sunderland (UK) zu absolvieren. Während des Bachelor-Studiums waren die Studenten der IBS eingeschriebene Studierende der University of Sunderland (UK), die auch den Bachelor-Titel verleiht.
Folgende Bachelor-Kurse wurden von den Studenten absolviert: „Managing Projects“, „Contemporary Developments in Business and Management“, „Marketing Strategy“, „Strategic Management of Human Resources“, „Strategic Management Accounting“, „Strategic Management.“

## Wirtschaftssymposium der IBS Lippstadt
Jährlich organisierte die IBS zusammen mit den Studenten Wirtschaftssymposien, bei denen Vertreter der Wirtschaft eingeladen wurden, mit den Studenten über praxisnahe Themen und Aufgaben im Management zu sprechen. Die Fragestellungen und Diskussionsthemen eines jeden Wirtschaftssymposium wurden unter eine gewisse Fragestellung gestellt. Die Wirtschaftsschule wollte mit der Organisation der Wirtschaftssymposien erreichen, dass die Studenten besser über die Anforderungen an den Berufsalltag vorbereitet werden. 2006 wurde bereits das 13. Wirtschaftssymposium realisiert.

## Kooperationen
Die IBS kooperierte mit Partnereinrichtungen in Großbritannien, Spanien, Frankreich, China, Irland und Russland.

## Mitgliedschaften der IBS
Im Jahr 2002 wurde die IBS International Business School von der ESO-Gruppe übernommen und ist seitdem Teil dieser Gemeinschaft von Bildungsträgern. Die IBS Lippstadt war im Marketingclub Paderborn Mitglied, die IBS Nürnberg im Marketingclub Nürnberg. Die International Business School war in der touristischen Vereinigung Skål International vernetzt. Ferner war die IBS im Verbund Campus International tätig, in dem verschiedene Hochschulen wie z. B. die ISM Dortmund, die Munich Business School oder die EBC Hochschule zusammengeschlossen sind.

## Kritik
Für Negativschlagzeilen sorgte die International Business School im Jahr 2002. Damals warb die International Business School einige Zeit mit international anerkannten bzw. international bekannten Abschlüssen. Da der Bachelor-Abschluss der University of Lincoln (UK), den man an der IBS erreichen konnte, jedoch in Deutschland damals zunächst vom Ministerium für Wissenschaft und Forschung nicht bestätigt war, klagten einige Studenten gegen die International Business School. Im Jahr 2005 verurteilte das Oberlandesgericht Frankfurt am Main die International Business School Bad Nauheim wegen arglistiger Täuschung auf Rückzahlung der Studiengebühren und Schadenersatz an einen Studenten (AZ 2 U 99/04). Kritisiert wurde außerdem, dass die Schule auf ihrer Website suggerierte, es handele sich um eine gemeinnützige Rechtsform („International Business School Lippstadt Gemeinnützige GmbH“), während tatsächlich jedoch eine GmbH im Handelsregister eingetragen sei.
In dem 2002 erschienenen Buch Die Bluff-Gesellschaft kritisiert die Journalistin Bärbel Schwertfeger das ihrer Ansicht nach vergleichsweise geringe akademische Niveau der IBS. Außerdem sei in den durch die IBS ausgestellten Abschlusszeugnissen das IBS-Diplom „Internationaler Betriebswirt (IBS)“ verliehen worden, wobei es sich weder um einen staatlich anerkannten Abschluss noch um einen akademischen Grad handele. Hierdurch habe es leicht zu Verwechselungen mit dem akademischen Grad Diplom-Betriebswirt kommen können. Diese Probleme seien vor Einführung der Bachelor-Studien durch den Bologna-Prozess in Deutschland bei vielen ausländischen und nichtstaatlichen Abschlüssen aufgetreten.